# Balganur, Sindhnur
Balganur là một làng thuộc tehsil Sindhnur, huyện Raichur, bang Karnataka, Ấn Độ.